# Hoplestigma pierreanum
 (septembre 2024).
Espèce
Statut de conservation UICN

 CR  : 
En danger critique
Hoplestigma pierreanum est une espèce de la famille des Hoplestigmataceae. C'est un arbre qui pousse principalement dans le biome tropical humide.

## Description
Les feuilles sont grandes, alternes, pétiolées , non engainantes, obovales, atténuée à la base. Les  inflorescences sont des cymes subscorpioïdes brunes-hirsutes. 
Le périanthe présente un calice et une corolle distincts formé irrégulièrement de 3 à 5 verticilles. 
Le calice est gamosépale se divisant irrégulièrement en 2-4 lobes, persistant à la base du fruit. La corolle comprend 2 à 4 verticillée, gamopétale. 
Les lobes de la corolle sont à peu près de la même longueur que le tube, ou nettement plus longs que le tube. 
L'androcée est exclusivement composée d'étamines fertiles avec des filaments filiformes. 
Les anthères sont dorsifixes, déhiscentes par des fentes longitudinales. 
Le gynécée à 2 carpelles. Le pistil est unicellulaire. L'ovaire est sessile. Les deux styles 2 sont partiellement joints (près de la base, la paire de branches s'incurve pour former un fer à cheval), apicaux. 
Les trois stigmates sont capitonnés. 
La placentation est pariétale. 
Les ovules dans la cavité unique, pendants, anatropes. 
Les fruits ont un exocarpe coriace et sont indéhiscents. Ce sont des drupes à un noyau comprimé latéralement. Ils contiennent quatre graines. 
La germination est phanérocotylaire.

## Répartition et habitat
Ce taxon se rencontre dans le pays suivant : Cameroun. Il est  en danger critique d'extinction. Endémique au Cameroun, il ne se trouve nulle part ailleurs dans le monde. Cette espèce pousse principalement dans les forêts subtropicales ou tropicales sèches. Il est fortement menacé par la perte de son habitat.

## Systématique
Le nom correct complet (avec auteur) de ce taxon est Hoplestigma pierreanum Gilg.